# Снежногорск
Снежногорск (рус. Снежногорск) град је на крајњем северозападу европског дела Руске Федерације. Налази се на крајњем северу Мурманске области и административно припада њеном Александровском округу.Сам град, баш као и цео округ, има статус затвореног војничког града.
Званичан статус града има од 1980. године. Према проценама националне статистичке службе за 2017. у граду је живело 12.696 становника.

## Географија
Град Снежногорск налази се у северном делу Мурманске области на неких тридесетак километара северно од града Мурманска (друмом око 58 km). Окружен је бројним мањим ледничким језерима, а средиште града лежи на надморској висини од 174 метра. На око 2,5 km северно од града налази се велико бродоградилиште и ремонтни завод за нуклеарне подморнице „СДЗ Нерпа” у ком је запослена већина градске популације.
Градска општина обухвата територију површине 23,1 km², а у самом граду чији ужи део обухвата површину од око 62 хектара налазе се укупно 63 објекта. Стамбене зграде изграђене су углавном у форми вишеспратница.

## Историја
Савремено насеље званично је основано 1970. године као варошица Вјужниј (рус. Вью́жный) и то име је носио све до 1994. када добија садашњи назив. У совјетско време град је због своје важности у јавним документима био познат под кодним називом Мурманск-60.
Званичан статус града добија 1980. године. До 28. маја 2008. Снежногорск је био уређен као засебна административна јединица са статусом затвореног града, а потом је уједињен са оближњим градовима Гаџијево и Пољарни у јединствену административну јединицу ЗАТО Александровск.

## Становништво
Према подацима са пописа становништва 2010. у граду је живело 12.683 становника, док је према проценама националне статистичке службе за 2017. град имао 12.696 становника.
| 1959. | 1970. | 1979. | 1989. | 2002.  | 2010.  | 2017.  |
| ----- | ----- | ----- | ----- | ------ | ------ | ------ |
| ---   | ---   | 8.617 | ---   | 12.737 | 12.683 | 12.696 |

По броју становника град Снежногорск налази се на 853. месту од 1.112 званичних градова Русије.